# Chiaravalle
Chiaravalle es una localidad y comune italiana de la provincia de Ancona, región de Marcas, con 14 999 habitantes. Se extiende por un área de 17 km², teniendo una densidad poblacional de 825 hab/km². Tiene fronteras con Camerata Picena, Falconara Marittima, Jesi, Monte San Vito, Montemarciano.

## Evolución demográfica
| Gráfica de evolución demográfica de Chiaravalle entre 1861 y 2011 |
|                                                                   |
| Fuente ISTAT - elaboración gráfica de Wikipedia                   |

## Personalidades
- Maria Montessori, pedagoga. La primera mujer médico de Italia
- Sofia Raffaeli, deportista multipremiada que compite en gimnasia rítmica, en la modalidad individual. Medallista olímpica.